# Церковь Святой Варвары (Веве)
Це́рковь свято́й великому́ченицы Варва́ры (фр. Église Sainte-Grande-Martyre-Barbara) — православный храм в Веве. Находится в юрисдикции Западно-Европейской епархии Русской православной церкви заграницей. Настоятелем храма в 1978—2009 годах был епископ Амвросий (Кантакузен).

## История

### Первая церковь
В XIX веке Веве был среди русской аристократии популярным курортом, где живали, среди прочих, П. А. Вяземский и Ф. М. Достоевский. Желание построить храм в этой местности возникло у приезжавших из России ещё в середине XIX века. 9 (21) декабря 1870 года князья В. Гагарин, А. Трубецкой, В. М. Голицын, граф П. А. Шувалов, А. Бибиков и А. Юревич обратились с просьбой установить в дипломатическом представительстве в Веве старую походную церковь.
С целью покрытия расходов на передачу и установку старой церкви и для обеспечения духовенства русские стали собирать средства. 29 декабря 1870 (10 января 1871) митрополит Исидор (Никольский) разрешил перенос храма, который состоялся 22 мая (3 июня) 1871 года. Богослужения совершались в зимний период. Храм находился в одном из залов гостиницы «l’Angleterre»; 1 (13) ноября 1874 года церковь была перенесена в дом Гунтерт (rue du Simplon).

### Современный храм
20 сентября (2 октября) 1872 года при родах скончалась Варвара Петровна Орлова (жена генерала Давида Орлова) вместе с новорождённой дочерью Марией. В память о покойной её отец — граф Пётр Павлович Шувалов — решил построить церковь.
В 1873 году граф попросил разрешение на строительство церкви в Веве за свой счёт. Для храма он передал землю, которой он владел, и иконостас с утварью семейной часовни, находившейся первоначально в Палермо, а затем Париже. При этом строительство православного храма было признано важным для противодействия протестантской и католической пропаганде.
5 (17) мая 1873 год было разрешено строить храм с условием, что он будет приписан к Женевской церкви, при этом проведение богослужений в храме не скажется на выполнении настоятелем основных обязанностей.
Проект храма был подготовлен в 1874 году архитектором И. А. Монигетти. В том же году произошла закладка храма. За строительными работами наблюдал техник Жан-Самуэль Кезер-Доре (фр. Jean-Samuel Késer-Doret).
Церковь Святой Варвары была освящена 1 (13) октября 1878 года.
Храм был приписан к Женевской церкви. Богослужения совершались 15 раз в год, преимущественно в будние дни. В 1879 году церковь была принята в ведение Министерства иностранных дел. В швейцарском городке, начиная с 1873 года, неоднократно бывал композитор Пётр Чайковский. В начале 1879 года он писал Александру Чайковскому: «В Веве я бы очень хотел сходить в церковь. Теперь та церковь, которую ты видел незаконченной, уже освящена и проводятся службы».
В первые годы существования церкви в Веве был отмечен целый ряд конфликтов между протоиереем женевского храма Афанасием Петровым с одной стороны, и старостой храма князем Андреем Трубецким, поддерживаемым российским дипломатом в Берне, с другой стороны. Конфликт был связан с вопросом об управлении церковью и проявлялся в сложной переписке между различными сторонами с взаимными обвинениями, при участии Святейшего Синода и Министерства иностранных дел.
В этот период радикально изменился политико-социальный состав россиян, приезжающих на берег Женевского озера: здесь проживали, как правило, революционно настроенные иммигранты. Количество прихожан храма резко снизилось.
В конце 1880 года храм был закрыт на непродолжительное время, вскоре 20 января (1 февраля) 1881 года скончался староста храма князь П. Трубецкой.
Впоследствии храм оставался приписным к храму в Женеве. Во второй четверти XX века церковь перешла в юрисдикцию Русской православной церкви за границей.
В 2005 году была проведена реставрация храма.
29 декабря 2008 года в церкви состоялось Чрезвычайное епархиальное Собрание Западно-Европейской епархии, на котором были избраны делегаты на Поместный собор Русской православной церкви.
В июле 2018 года были предприняты значительные реставрационные работы, необходимые для обеспечения сохранности здания: а именно, чистка фасадов паром и реставрация, а также позолота купола. Реставрационные работы ведут специалисты, зарекомендовавшие себя в воссоздании памятником истории и архитектуры.

## Архитектура, убранство
Храм каменный, однокупольный. Построен в северо-русском стиле XVII века
Здание церкви состоит из двух кубов: большого с окнами, резными столбиками и арками; меньшего, увенчанного кокошниками, служащими основанием барабана. Барабан обрамлён столбиками, между которым застеклённые пролёты.
С улицы к паперти ведет крытый ход с каменными воротами.
Здание храма окружено садом и каменной стеной.
В церкви находится много старинных икон.